# Derrick Brown
Derrick Paul Brown, (Oakland, California; 8 de septiembre de 1987) es un exjugador de baloncesto estadounidense que jugó tres temporadas en la NBA, desarrollando el resto de su carrera en el baloncesto europeo. Con 2,06 metros de altura, jugaba en la posición de ala-pívot.

## Trayectoria deportiva

### Universidad
Jugó durante tres temporadas con los Musketeers de la Universidad de Xavier, en las que promedió 10,3 puntos y 5,6 rebotes por partido. Tras no jugar en su primera temporada, en la segunda fue elegido en el mejor quinteto de novatos de la Atlantic 10 Conference, tras promediar 6,3 puntos y 4,1 rebotes por partido. En la siguiente temporada ya fue el segundo mejor anotador del equipo con 10,9 puntos por partido y el mejor reboteador, con 6,5. Su mejor actuación fue ante Georgia Bulldogs, consiguiendo 19 puntos y 11 rebotes.
En su última temporada consiguió su récord de anotación, con 23 puntos ante UMass y ante Miami. Acabó la misma con 13,7 puntos y 6,1 puntos por partido, siendo titular en todos los encuentros.

### Profesional
Fue elegido en la cuadragésima posición del Draft de la NBA de 2009 por Charlotte Bobcats, con los que firmó contrato por dos temporadas el 14 de julio.
El 24 de febrero de 2011 fue cortado por Charlotte y firmó con New York Knicks.

## Estadísticas de su carrera en la NBA

### Temporada regular
| Año     | Equipo    | PJ  | PT | MPP  | %TC  | %3P  | %TL  | RPP | APP | ROB | TPP | PPP |
| ------- | --------- | --- | -- | ---- | ---- | ---- | ---- | --- | --- | --- | --- | --- |
| 2009-10 | Charlotte | 57  | 0  | 9.4  | .463 | .286 | .667 | 1.4 | .3  | .4  | .2  | 3.3 |
| 2010-11 | Charlotte | 41  | 1  | 11.9 | .549 | .333 | .532 | 2.0 | .7  | .4  | .2  | 3.7 |
| 2010-11 | New York  | 8   | 0  | 11.0 | .667 | .750 | .538 | 1.9 | .5  | .5  | .2  | 4.3 |
| 2011-12 | Charlotte | 65  | 17 | 22.2 | .518 | .250 | .667 | 3.6 | 1.0 | .7  | .2  | 8.1 |
| Total   | Total     | 171 | 18 | 14.9 | .515 | .317 | .637 | 2.4 | .7  | .5  | .2  | 5.2 |

### Playoffs
| Año   | Equipo    | PJ | PT | MPP | %TC   | %3P  | %TL  | RPP | APP | ROB | TPP | PPP |
| ----- | --------- | -- | -- | --- | ----- | ---- | ---- | --- | --- | --- | --- | --- |
| 2010  | Charlotte | 2  | 0  | .5  | 1.000 | .000 | .000 | .0  | .0  | .0  | .0  | 1.0 |
| Total | Total     | 2  | 0  | .5  | 1.000 | .000 | .000 | .0  | .0  | .0  | .0  | 1.0 |